# Ultimax 100
Ultimax 100 je singapurski puškomitraljez kojeg je razvila i proizvodi industrija oružja Chartered Industries of Singapore (današnji ST Kinetics). Oružje je dizajnirao tim singapurskih inženjera pod vodstvom američkog dizajnera oružja Leroyja Jamesa Sullivana. Ultimax 100 je iznimno precizan zbog slabog trzaja.
Rad na razvoju novog lakog oružja za potrebe singapurske vojske je započeo 1978. godine. Najprije je razvijena inačica Mark 1, nakon nje je uslijedio Mark 2 a poslije Mark 3 (u singapurskoj vojsci je primarno oružje podrške) i Mark 4. Posljednja inačica, Mark 5 je ustvari poboljšani Mark 4.
Ultimax 100 (primjenjuje se i oznaka U 100) se u velikim količinama koristi u oružanim snagama Singapura, Filipina i Hrvatske.

## Detalji dizajna
Ultimax 100 radi na pozajmnicu plinova te može pucati jedino automatsku paljbu. Puškomitraljez osim klasičnih može koristiti i doboš okvire. Kod klasičnih okvira koriste se modicirani STANAG 4179 spremnici (namijenjeni M16 puškama) kapaciteta 20 i 30 metaka. Prvotni modeli su koristili doboš okvire kapaciteta 60 metaka dok su u današnjoj primjeni sintetički doboši sa 100 metaka.
Laka strojnica je dizajnirana da se na nju može montirati bajuneta s automatske puške M16 te dnevna / noćna optika. Po ergonomiji, Ultimax 100 je sličan američkom Thompsonu.

## Inačice
- Mark 1: predprodukcijski model s cijevi koja se može brzo mijenjati.
- Mark 2: inačica s fiksnom cijevi.
- Mark 3: kod ovog modela se isto kao i kod Mk. 1, cijev strojnice može brzo promijeniti[3] s time da je ova inačica dostupna s dvije različite cijevi - standardnom i kratkom. Obje cijevi imaju na sebi skrivač plamena koji maskira položaj strijelca prilikom pucanja. Strojnica s kratkom cijevi je dizajnirana za padobrance i specijalne jedinice. Mk. 3 ima standardni pištoljski rukohvat dok su kundak i dvonožac odvojivi, s time da se dvonožac može podesiti po visini te onemogućava trzanje oružja prema naprijed čime se omogućava stabilnost paljbe. Doboš, kundak i pištoljski rukohvat izrađeni su od otpornog polimera.[5][6]
- Mark 4: inačica koja je ponuđena na javnom natječaju za novu automatsku pušku američkog marinskog korpusa.[3] Ovaj model nije prošao natječaj dok je s tehničke strane imao novi regulator paljbe.[5][7]
- Mark 5: nadograđena inačica Mk. 4 s preklopnim kundakom i Picatinny šinama dok strojnica može koristiti STANAG 4179 okvire (s M16 puške) kapaciteta 30 metaka i Beta C-Mag doboše kapaciteta 100 metaka.[8]
- Inačica za vozila: tvrtka ST Kinetics je razvila i model namijenjen montaži na vojna vozila te se koristi na domaćim vozilima Bronco[9] i Spider.[10]

## Korisnici
- Brunej: oružje je usvojeno kao zamjena za puškomitraljez Colt M16 LMG.[11]
- Filipini[4][12]
- Hrvatska: oružje je među prvima koje je nabavljeno i korišteno za potrebe hrvatske vojske tijekom Domovinskog rata.[6][13] Hrvatska je nabavila 200 ovih lakih strojnica[14] koje su bile u službi Specijalne policije MUP-a i tek osnovanog Zbora narodne garde.[15]
- Indonezija: Ultimax 100 koriste indonežanske specijalne vojne jedinice Komando Pasukan Katak (Kopaska) i Komando Pasukan Khusus (Kopassus).[16]
- Maroko
- Peru[12]
- Singapur: uveden u singapursku vojsku 1982. godine.[3][17][18]
- Slovenija[12]
- Tajland[4]
- Zimbabve[12]